# 초속 5센티미터
《초속 5센티미터》(秒速5センチメートル 뵤우소쿠고센치메토루[*], 영어: 5 Centimeters Per Second)는 신카이 마코토 원작, 감독의 2007년 일본 애니메이션 로맨스 드라마 영화이다. 《구름의 저편, 약속의 장소》에 이은 신카이 마코토의 4번째 작품이다. 캐치프레이즈는 "어느 정도의 속도로 살아가야, 너를 다시 만날 수 있을까."
영화는 2007년 1월 22일에 완성되었다. 영화의 첫 부분은 2007년 2월 16일부터 19일까지 야후! 재팬에서 야후! 프리미엄 가입자들에게 공개되었다. 2007년 3월 3일, 전체 영화가 도쿄 시부야구의 시네마 라이즈에서 초연되었다. 영화는 세 부분으로 이루어져 있다: "벚꽃 이야기(桜花抄)", "코스모너트(コスモナウト)", "초속 5센티미터(秒速5センチメートル)"로, 총 상영 시간은 1시간 정도이다. 신카이 감독의 전작과 같이 텐몬이 사운드트랙을 작업했다. 영화는 2007년의 아시아 태평양 영화제에서 장편 애니메이션 영화상을 수상했다. DVD는 2007년 7월 19일에 발매되었다.
《초속 5센티미터》의 소설판은 2007년 11월에 발매되었고, 영화의 내용을 확장하는 내용이다. 만화판은 2010년 만화 앤솔로지 잡지 《월간 애프터눈》에서 세이케 유키코에 의해 연재가 시작되었다.

## 내력
시부야 시네마라이즈를 시초로 그 외 지방에서도 상영되었다. 또, 2월 16일 정오부터 3일에 걸쳐 야후 프리미엄 회원, 야후 BB 회원에 한정한 서비스로, 제1화 〈벚꽃 이야기〉의 무료 시사회가 행해졌다. 2007년 7월 19일에 DVD가 발매되었고, 같은 해 10월 19일부터 대여가 개시되었다. 《다빈치 지》(미디어 팩토리)에서 신카이 마코토 자신에 의해 같은 이름의 소설도 연재되었다. 각각의 이야기를 전편과 후편으로 나눈 6화 구성으로 2007년 11월 16일 소설의 발행본이 발매되었다.
대한민국에서는 2007년 서울국제만화애니메이션페스티벌에서 영화제 개막작으로 처음 공개되었으며, 그 후, 2007년 6월 20일에 정식으로 일반 극장에서 상영되었다. 정식 개봉일은 6월 21일이었지만, 실제로 처음 상영한 것은 6월 20일이다. 또한 2007년 8월 23일에는 태원엔터테인먼트를 통해 대한민국에서 DVD를 출시하였으며, 한정판 DVD-BOX에는 일본에서 발매한 DVD-BOX와는 달리 DISC 3가 빠져있고 대신에 2007년 서울국제만화애니메이션페스티벌에서의 스크린 토크를 포함하여 발매되었다. 2010년 2월에는 신카이 마코토가 쓴 소설도 대원씨아이를 통해 한국어로 번역·출판되었다.

## 줄거리
본 작품은 〈벚꽃 이야기〉, 〈코스모너트〉, 〈초속 5센티미터〉의 3개의 단편으로 구성되어 있다. 이야기는 1990년대부터 2008년까지의 일본을 배경으로, 토노 타카키라는 소년을 중심으로 하는 단편들로 구성되어 있다. 제1화는 휴대전화 사용이 드물고 전자우편이 일반 대중에 보급되기 이전의 시대를 배경으로 한다.

### 제1화 〈벚꽃 이야기〉
있잖아, 초속 5센티래. 벚꽃이 떨어지는 스피드. 초속 5센티미터.―――시노하라 아카리 (<벚꽃 이야기> 서두)

토노 타카키는 자신이 다니는 도쿄의 초등학교에 전학을 온 시노하라 아카리와 빠르게 친구가 된다. 둘은 서로 관심과 행동이 비슷해 점차 가까워진다. 그리하여 둘은 서로에게 깊은 유대를 가지게 된다; 서로를 성이 아니라 이름으로 부르는데, 일본에서는 깊은 우정과 친함을 나타내는 것이다.
하지만 초등학교 졸업과 동시에 아카리는 부모의 전근 때문에 도치기로 전학을 가게 된다. 타카키가 중학교에 입학하고 반년이 지난 여름의 어느 날, 도치기의 아카리로부터 편지가 도착한다. 그것을 계기로 편지를 주고받게 된 둘, 하지만 둘은 결국 떨어지게 된다. 그 해 겨울에 이번에는 타카키가 일본의 남쪽 끝 가고시마로 이사를 간다는 걸 알게 되고, 이제 너무 멀어져 더 이상은 만나는 것이 불가능할지도 모른다고 생각한 타카키는 도치기의 아카리를 만나러 간다. 그는 아카리에게 그의 마음을 전할 편지도 준비한다. 하지만 타카키는 가는 도중 편지를 잃어버리고, 폭설이 내려 당초의 예정은 열차의 지연으로 대폭 착오가 생긴다. 둘이 마침내 만나 첫 키스를 할 때, 타카키는 자신들이 다시 만날 수 없을 것임을 직감한다. 둘은 폭설 때문에 오두막 안에서 밤늦게까지 대화를 나누다 잠이 든다. 타카키는 다음 날 아침 기차역에서 작별을 하고, 둘은 서로에게 편지를 하기로 약속한다. 기차가 움직이기 시작하며, 타카키가 그의 편지를 잃어버린 것은 아카리와의 키스 이후로 중요하지 않은 것이 되었다고 판단하는 동시에, 아카리는 타카키에게 전할 것이었던 자신의 편지를 가만히 지켜본다. 타카키와 아카리의 재회와 이별의 날을 시간의 경과와 함께 그린다. (총 28분)

### 제2화 〈코스모너트〉

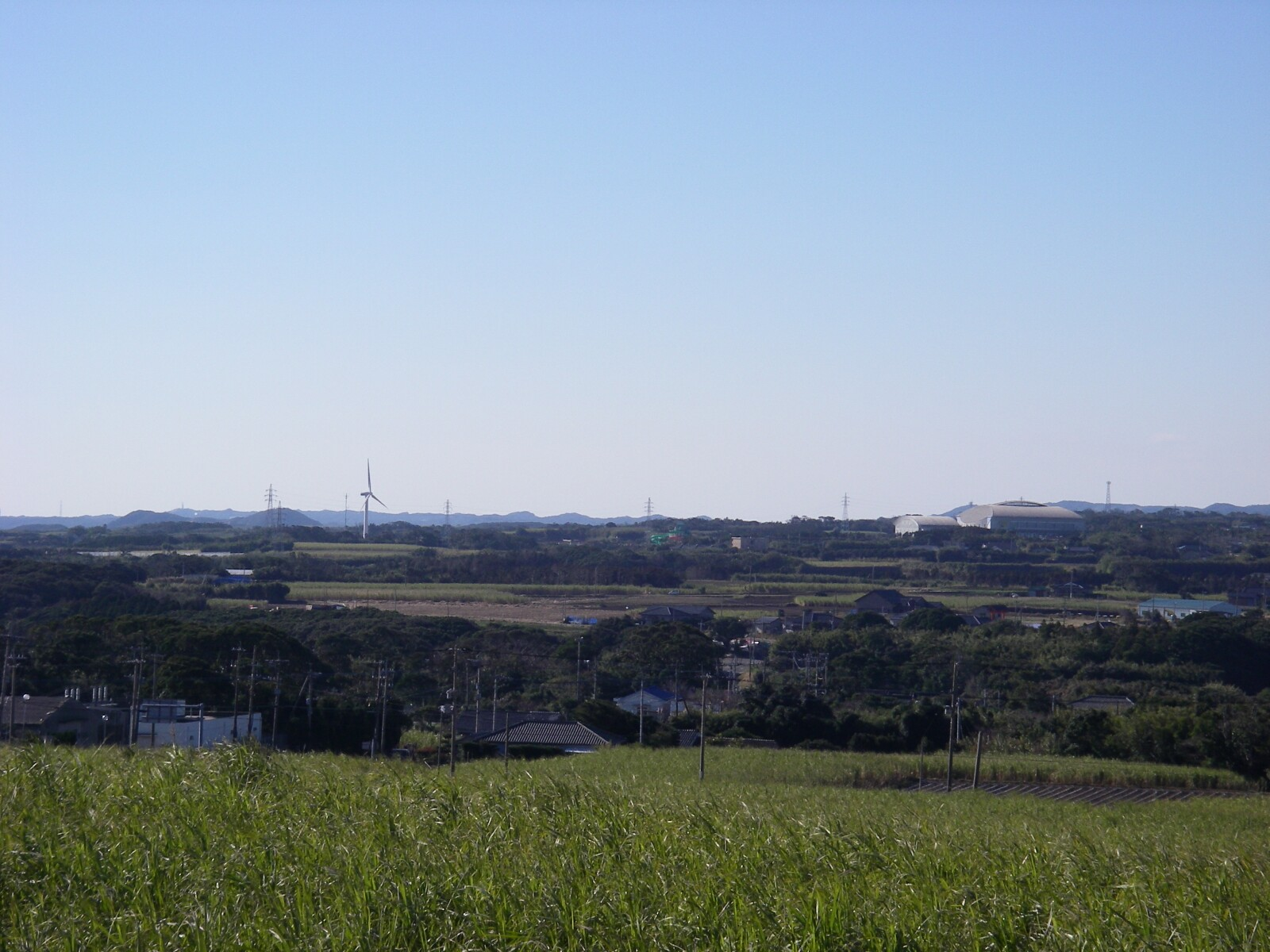
〈코스모너트〉의 무대가 된 다네가섬의 나카타네정

타카키는 다네가시마 우주 센터가 위치한 다네가섬의 고등학교 3학년 학생이 되었다. 타카키의 급우인 스미다 카나에는 중학교 2학년 봄에 도쿄에서 전학 온 타카키를 짝사랑하지만 고백할 용기가 나지 않는다. 게다가 졸업이 다가오는 자신의 진로에 관해서도 정하지 못하고, 취미인 서핑에서도 파도 위에 서는 것이 안 되는 슬럼프에 빠져 있다. 그녀는 방과후에 함께 하교하는 것을 기회로 그와 함께 시간을 보내려 한다. 하지만, 타카키는 카나에의 감정에 무관심하고 그녀를 좋은 친구로만 대하려 하는 것처럼 보인다. 카나에는 타카키가 항상 누군가에게 메일을 보내거나 멀리 있는 누군가를 찾는 것처럼 먼 곳을 바라보곤 하는 것을 본다. 사실 타카키의 메일은 그 누구에게도 보내지지 않았고, 그는 아카리가 나온 꿈을 떠올리려고 한 것이다. 어느 날 타카키가 졸업 후에 도쿄의 대학으로 간다는 것을 안 카나에는 다시 파도의 위에 서는 것이 가능해진 그때 자신의 마음을 고백하기로 결심한다. 카나에는 다시 파도 위에 서게 되지만, 결국 타카키가 자신이 해줄 수 없는 무언가를 찾고 있다는 것을 알고 그에게 고백하지 않기로 하며, 자신은 그를 항상 사랑할 것이라고 마음먹는다. (총 22분)

### 제3화 〈초속 5센티미터〉
2008년, 타카키는 도쿄의 프로그래머이고, 아카리는 다른 남자와 결혼을 준비하고 있다. 토노 타카키는 높은 곳을 노리고 있었지만, 그것이 어떤 충동에 사로잡혔는지는 알지 못했다. 일에 쫓기는 나날. 3년 동안 사귀었던 여성으로부터는 '1000번이나 문자를 주고 받았지만 마음은 1cm 정도밖에 가까워지지 않았다'는 말을 듣고, 자신의 마음이 그녀에게 향해있지 않다는 것을 간파당해 버린다. 타카키의 마음은 지금도 그 중학생 때의 눈 내리던 밤 이래로 계속, 누구 한 사람의 여성을 뒤쫓아 가고 있었다. 아카리를 향한 마음을 다룰 수 없게 된 타카키는 절망하여 회사를 그만두게 된다. 한편, 아카리는 옛날 짐을 정리하던 중 타카키에게 쓴 편지를 발견한다. 타카키와 아카리 둘이 눈 속에서의 마지막 만남에 대한 꿈을 생각하며 다시 함께 벚꽃을 보는 것을 희망하는 것이 내레이션으로 그려진다.
어느 날 길거리를 걷던 중, 타카키와 아카리는 아카리가 도치기로 이사를 가기 전인 십수년 전에 함께 벛꽃을 보자고 다짐했던 철도 건널목에서, 서로를 지나치면서 알아보게 된다. 철로의 반대편에서 둘은 발걸음을 멈추고 뒤를 돌아보지만, 지나가는 기차가 그들의 눈앞을 가로막는다. 타카키는 기차가 지나갈 때까지 기다린 후 아카리가 사라진 것을 바라본다. 그 후, 그는 미소를 지으며 가던 길을 계속 걸어간다. 어른이 된 그들의 자신에게의 자문자답과 정신적 방황을 그린다. (총 15분)

## 주요 등장인물
토노 타카키 (遠野 貴樹 とおの たかき[*])
성우：미즈하시 켄지/민승우
영화의 주인공. 초등학교 3학년 봄에 세타가야의 초등학교에 부모의 일의 사정으로 전학 왔다. 그로부터 1년 후인 초등학교 4학년 봄에, 같은 반에 전학 온 시노하라 아카리와 처음 만난다. 둘 다 부모의 전근이 많아 전학을 계속하고 있던 터. 밖에서 많은 이들과 노는 것보다도 도서관에서 책을 읽는 것이 좋았다는 공통점대로 친밀함은 늘어간다. 성격은 어른스러운 타입이지만, 급우들로부터 놀림받아 울음을 터뜨리게 된 아카리를 당당하게 도와주는 등 학급의 다른 남자와는 다른 강함을 내면에 감추고 있다. 중학교 1학년 여름에 아카리로부터 편지를 받고 이후 편지를 계속 주고받지만, 1학년 3학기 종료와 함께 가고시마의 다네가 섬에 있는 중학교로 전학을 가게 된다. 다시는 아카리를 만날 수 없을지도 모른다고 생각해서, 혼자 도치기의 아카리 곁으로 전차를 타고 향하게 된다. 고등학교에서는 궁도 연습을 하며 학교 궁도부 부원이다.
시노하라 아카리 (篠原 明里 しのはら あかり[*])
성우：콘도 요시미(近藤好美)（제1화 <벚꽃 이야기>), 오노우에 아야카(尾上綾華) (제3화 <초속 5센티미터>)/김영은
타카키의 초등학교 친구이자 첫사랑의 상대. 타카키의 짝사랑이 아닌, 어릴 때부터도 서로 사랑한 사이였다. 초등학교 4학년의 봄에 시즈오카로부터 도쿄의 세타가야에 부모의 사정으로 전학을 오고, 처음 타카키와 만난다. 타카키와 마찬가지로 이 즈음은 몸이 약했고, 밖에서 노는 것보다 도서관에서 책을 읽고 있는 것이 좋았다. 그 때문에 타카키와 가까워졌지만, 내향적인 성격 탓에 급우들에게 타카키와의 관계가 이상하게 여겨져도 받아넘기는 것이 어려웠다. 그런 자신을 당당히 지켜주는 타카키에 대해 좋아하는 감정을 품게 되었지만, 초등학교 졸업과 동시에 부모의 사정으로 도치기의 이와후네 정으로 이사를 가게 된다. 타카키와 함께 있기 위해 이모의 집에서 지내겠다고 부모님을 설득하려 하지만, 이루어지지 못한다. 떨어지게 된 지 반 년 후, 타카키에게 편지를 처음 보내고 둘은 편지를 주고받기 시작한다. 그 후, 가고시마로의 전학이 결정된 타카키와 재회의 약속을 한다. 그 후 얼마 동안, 그녀와 타카키는 편지로 연락을 한다.
스미다 카나에 (澄田 花苗 すみだ かなえ[*])
성우 : 하나무라 사토미/김율
타카키와 가고시마의 다네가 섬에서 같은 중학교 급우가 된 여자 아이. 가족은 부모와 그녀가 다니는 고등학교에서 교사 일을 하는 언니 한 명이다. 중학교 2학년 봄에 처음 만난 그 날부터 도쿄에서 전학 온 타카키에게 다른 남자아이들과는 다른 분위기를 느끼고, 그를 좋아하게 된다. 고등학교도 타카키와 같은 고등학교에 가고 싶다고 마음 먹어 필사적으로 공부해 합격을 했지만, 고등학교 3학년이 된 지금까지 고백하지 못한다. 내면에 정열을 감추는 타입으로 오직 타카키를 계속 생각한다. 자신의 장래가 정해지지 않아 불안을 느끼고, 자신 있던 서핑에서도 계속 파도에 올라서지 못하는 슬럼프에 빠진다. 자신감을 되찾고 다시 파도에 올라서게 된 때, 타카키에게 고백하기로 결심한다. 만화판에서는 이후 간호사로 일하게 된다. 그녀는 타카키를 만나러 도쿄로 가서 정처 없이 방황하다가 마침내 그의 전화번호를 얻는다. 그녀가 그를 보지 않고 돌아가려 할 때, 그는 그녀가 있는 공원 벤치 앞을 지나가고, 둘은 서로를 알아본 것처럼 보인다.
미즈노 리사 (水野 理紗 みずの りさ[*])
소리- 미즈노 리사/
어른이 된 타카키가 교제했던 여성. 타카키와는 일의 관계로 알게 되어, 신주쿠역의 홈에서 재회한다. 이래 관계는 깊어져, 타카키와는 실질상의 교제 관계에 있어, 한 때는 동거에 가까운 곳까지 관계가 깊어졌지만, 토노 타카키의 퇴직 등의 이유로 파국, '1000회에 걸친 메일의 교환을 했어도, 마음은 1센티 정도 밖에 접근하지 않았다'라고 마지막 메일에 쓰고 있었다. 애니메이션에서는 이름이 직접적으로 등장하지 않지만, 소설 및 만화판에서는 성우의 이름과 같은 '미즈노 리사'로 등장하여 나머지 3명에 필적하는 이야기의 키맨이 되고 있다.
신카이 작품에는 단골 성우 미즈노 리사와 동성 동명으로, 소리도 본인이 담당하고 있다. 미즈노는 이번 작에서는 카나에의 언니 역도 겸임하고 있다.
- 한국판 기타 배역 성우: 홍범기, 이호산, 곽윤상, 김연아, 윤아영, 박신희, 최지훈, 이재범

## 제작
신카이 마코토는, 그의 전작들과 달리, 이 영화에는 판타지나 SF의 요소들은 나오지 않을 거라고 밝혔다. 그 대신, 영화는 실제의 세상을 다른 시선에서 표현하려고 시도했다. 신카이 마코토의 영화는 많은 이들이 겪는 시간, 공간, 사람, 사랑에 대한 어려움을 바라보는 현실적인 시선을 제공한다. 제목 《초속 5센티미터》는 벚꽃잎이 떨어지는 속도에서 따왔으며, 꽃잎은 사람에 대한 은유적 표현으로, 삶의 느림과 사람들이 함께 출발하면서 서서히 각자의 길을 따라 멀어지는 것을 연상시킨다. 이 영화는 신카이 감독이 애니메이터와 작가들의 전 스태프와 함께 작업한 첫 작품이다.
DVD는 일본에서 2007년 7월 19일에 발매되었다.

### 제작 스태프
- 각본, 감독, 원작: 신카이 마코토[13]
- 작화감독, 캐릭터 디자인: 니시무라 타카요(西村貴世)[13]
- 미술: 탄지 타쿠미, 마지마 료코[13]
- 음악: 텐몬[13]
- 주제가: 〈One more time, One more chance〉
  - 노래: 야마자키 마사요시（One more time, One more chance 《秒速5センチメートル》 Special Edition）
- 제작・배급: 코믹스 웨이브 Inc.[13]
  - 대한민국 국내 배급: 태원엔터테인먼트

### 소설화
《초속 5센티미터》의 소설판은, 미디어팩토리에서 2007년 11월 16일 일본 출간되었다. 신카이 마코토가 쓴 첫 소설이다. 소설판의 사진도 신카이 감독이 촬영했다.
소설의 외전인 〈One more side〉는 2011년 5월 20일에 일본 출간되었다. 저자는 신카이 마코토의 전작들인 《별의 목소리》와 《구름의 저편, 약속의 장소》의 소설화를 담당한 카노 아라타(加納新太)이다.

### 만화화
영화의 만화판은 만화가 세이케 유키코에 의해 2010년 7월부터 고단샤의 청년 만화 잡지《월간 애프터눈》에서 연재가 시작되었다. 만화판에서는 제2화와 제3화의 이야기가 더 비중 있게 다루어진다. 아카리, 카나에, 리사 각자의 개인적 이야기도 더 많이 등장한다.

## 작품의 무대

### 제1화
- 산구바시 역(参宮橋駅) 주변(도쿄도 신주쿠구) – 제1화 〈벚꽃 이야기〉 서두의 무대
- 고토쿠지 역(豪徳寺駅)(도쿄도 세타가야구) – 제1화 〈벚꽃 이야기〉에서 등장
- 이와후네 정(현 도치기현 도치기시 이와후네 정) – 제1화 〈벚꽃 이야기〉의 무대
  - 이와후네역(료모 선)
- 오다큐 오다와라 선 주변
- 사이쿄 선, 우쓰노미야 선, 료모 선(신주쿠역, 무사시우라와역, 오미야 역, 구키 역, 노기 역, 오야마 역) – 제1화 〈벚꽃 이야기〉에서 등장

### 제2화
- 나카타네정(가고시마현) - 제2화 〈코스모너트〉의 무대
- 가고시마 현립 나카타네 고등학교(鹿児島県立中種子高等学校) – 제2화 〈코스모너트〉의 주 무대가 된 고등학교

### 제3화
- 신주쿠 부도심(도쿄도 신주쿠구) – 제3화 〈초속 5센티미터〉의 무대

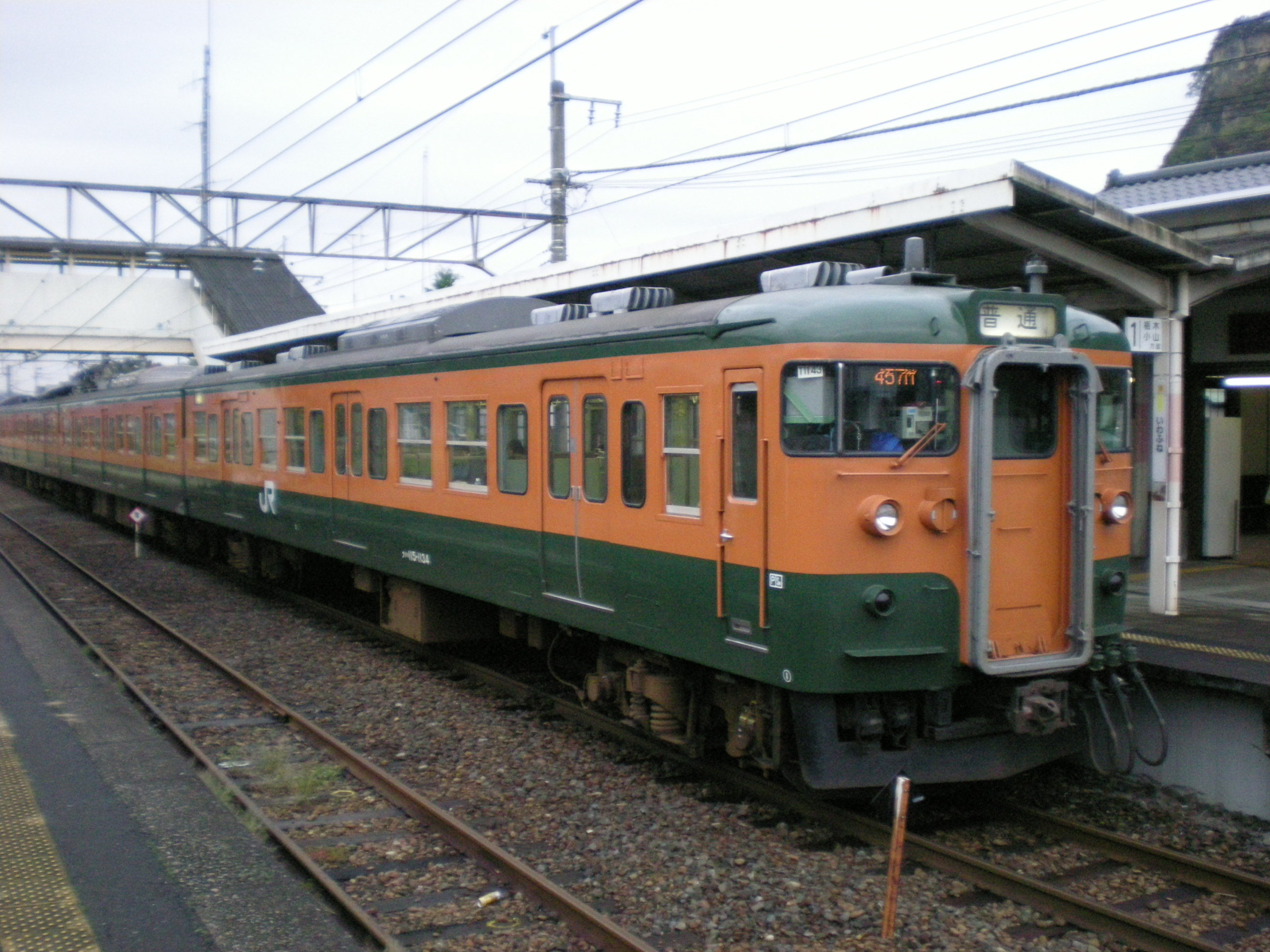
〈벚꽃 이야기〉의 무대가 된 115계 전차 - 이와후네 역 오야마 방면
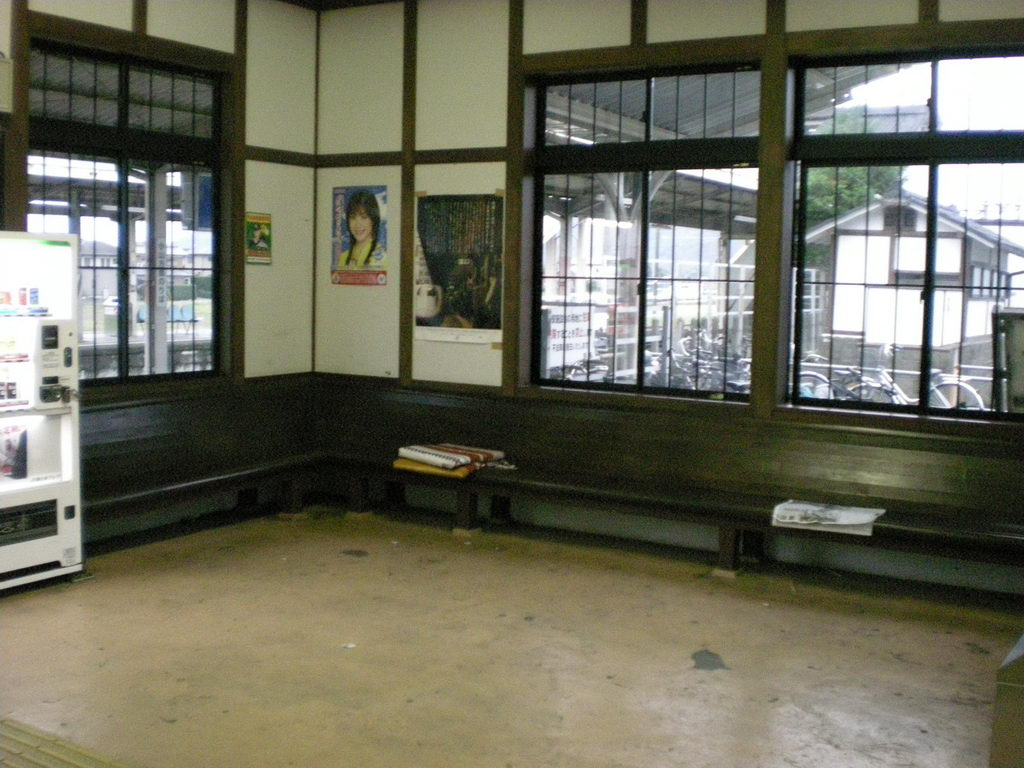
〈벚꽃 이야기〉의 무대가 된 이와후네 역 구내
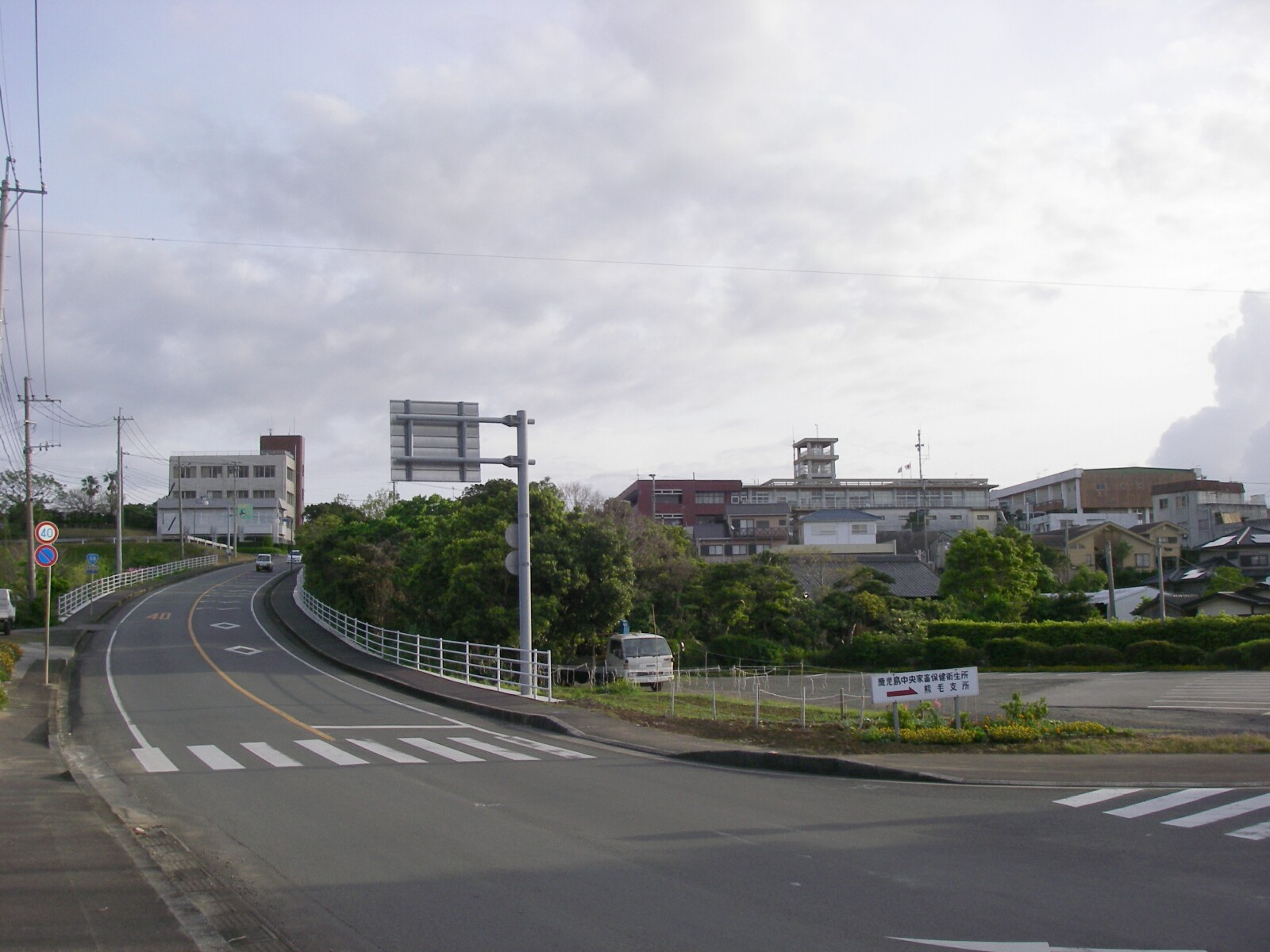
〈코스모너트〉의 무대가 된 나카타네 정의 국도 58호
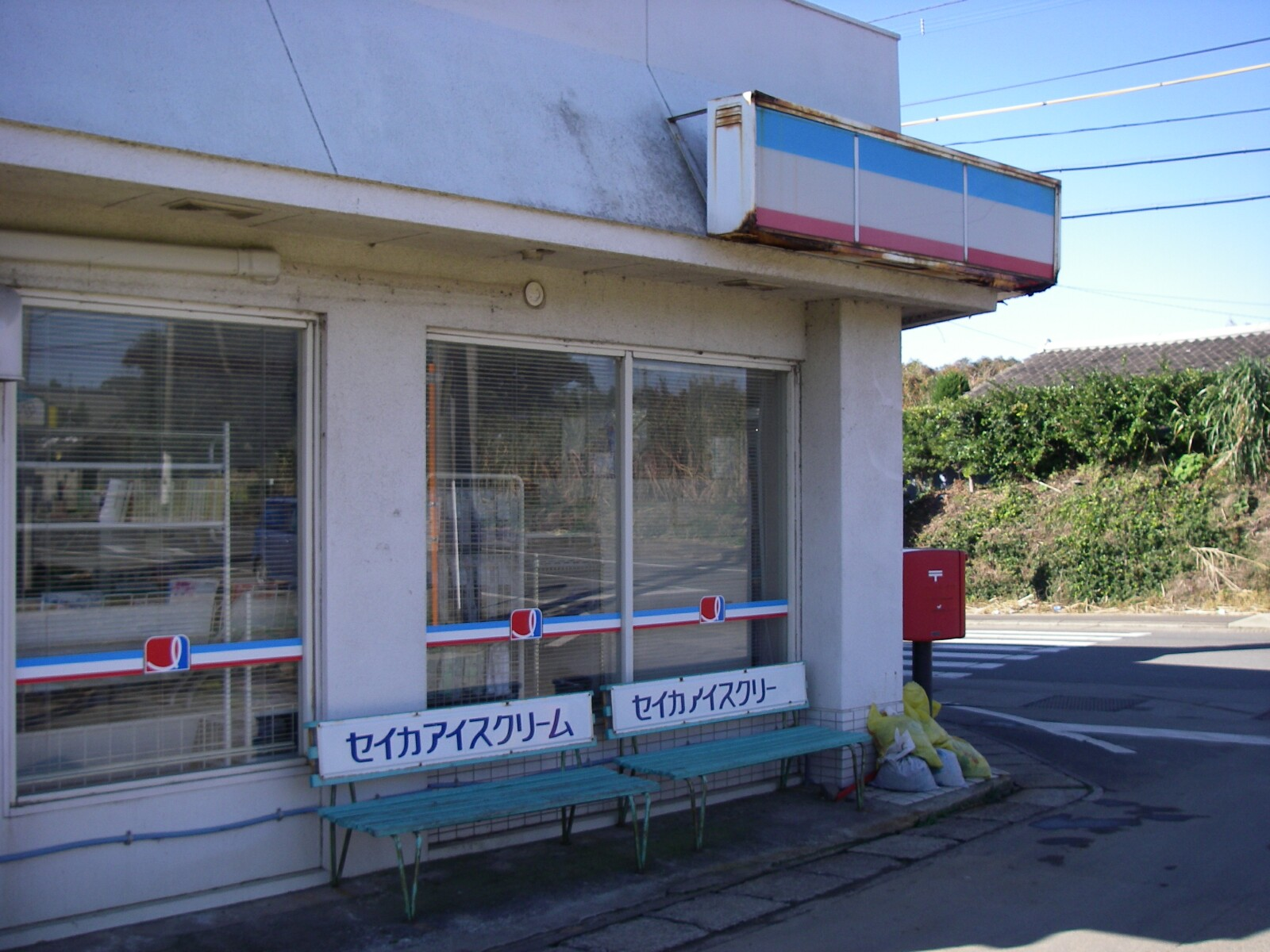
〈코스모너트〉의 무대가 된 나카타네 정의 가게